# Claus Möller

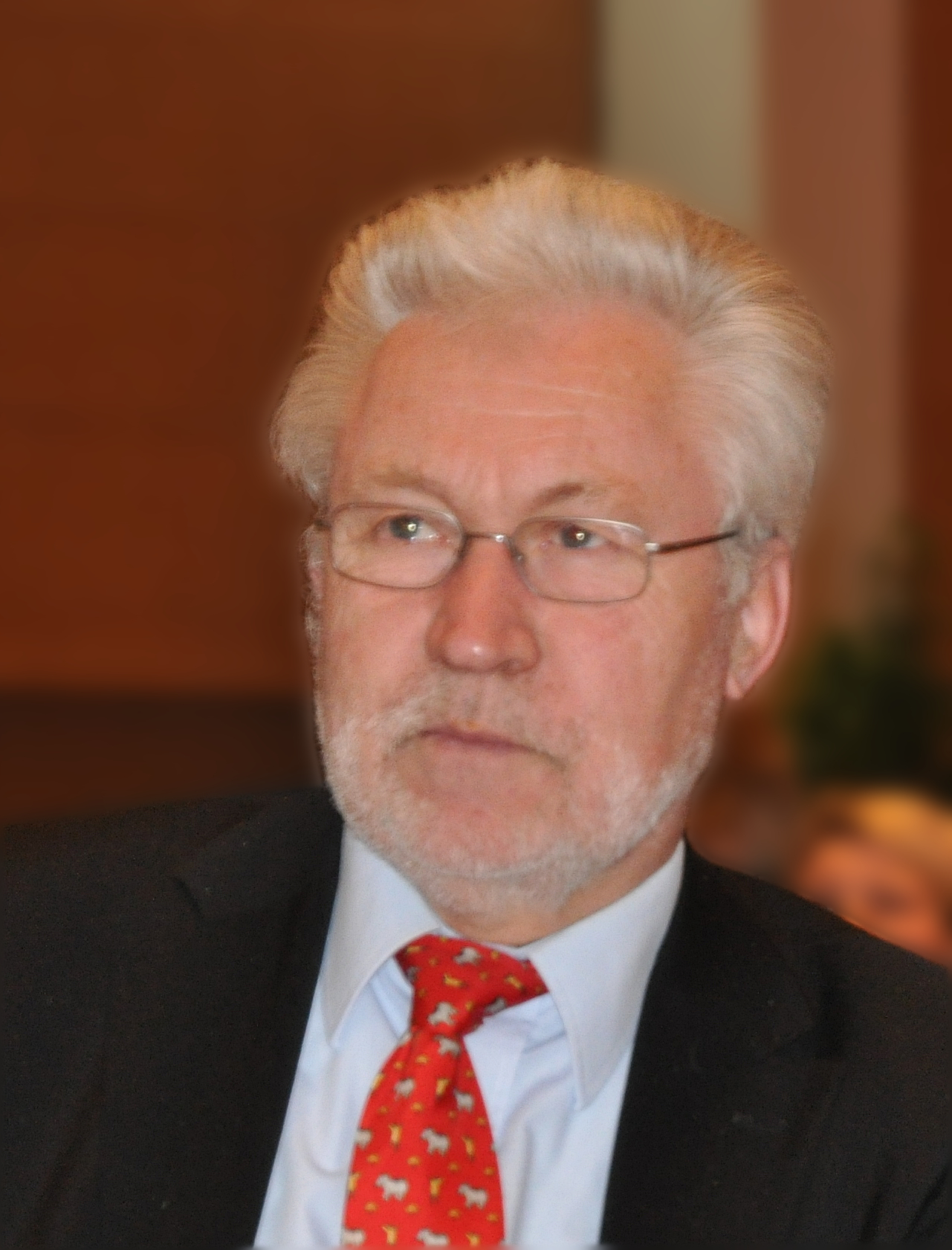
Claus Möller am 6. Februar 2010 als Gast auf dem Landesparteitag der SPD Schleswig-Holstein in Neumünster

Claus Möller (* 19. März 1942 in Bornhöved) ist ein ehemaliger deutscher Politiker (SPD). Er war von 1981 bis 1988 Dezernent bei der Landeshauptstadt Kiel, 1988 bis 1993 Staatssekretär und 1993 bis 2003 Landesminister in Schleswig-Holstein. 2003 bis 2007 war er Landesvorsitzender der SPD Schleswig-Holstein.

## Leben und Beruf
Nach der Fachhochschulreife trat Möller als Beamter in den Dienst der Deutschen Bundesbahn ein. Er ist verheiratet und hat zwei Kinder.
Nach seinem Ausscheiden aus der Politik im Jahr 2007 widmete sich Möller anderen Aufgaben und Ehrenämtern, etwa als Mitglied der Synode der Evangelisch-Lutherischen Kirche in Norddeutschland und Vorsitzender des Aufsichtsrates der Stadtwerke Lübeck.

## Partei
Seit 1963 ist Claus Möller Mitglied der SPD. In den Jahren 1975/76 sowie von 1983 bis 1987 war er Vorsitzender des SPD-Kreisverbandes Kiel.
Auf dem Parteitag der SPD Schleswig-Holstein im April 2003 in Bad Segeberg wurde Möller zum neuen Landesvorsitzenden gewählt. Zuvor war der bisherige Vorsitzende Franz Thönnes bei seiner geplanten Wiederwahl im ersten Wahlgang mit einem Anteil von 42,6 Prozent der Delegiertenstimmen gescheitert. Thönnes schlechtes Abschneiden wurde vor allem auf die kurz zuvor erlittene Niederlage der SPD bei den Kommunalwahlen zurückgeführt, in denen die Partei um 13,1 Prozentpunkte auf einen landesweiten Stimmenanteil von 29,3 Prozent zurückgefallen war. Möller wurde auf dem Kieler Landesparteitag 2005 im Amt bestätigt. Aus Altersgründen verzichtete er 2007 auf eine erneute Kandidatur beim Landesparteitag in Neumünster. Zu seinem Nachfolger als Landesvorsitzender wurde am 24. März 2007 Ralf Stegner gewählt.
Claus Möller war ab 2003 Vorsitzender des SPD-Parteirats, bis dieser 2011 im Rahmen der Parteireform durch den Parteikonvent ersetzt wurde.

## Abgeordneter
Möller gehörte ab 1974 der Ratsversammlung der Landeshauptstadt Kiel an und fungierte dort von 1975 bis 1981 als Vorsitzender der SPD-Fraktion.

## Öffentliche Ämter
In den Jahren 1981 bis 1988 arbeitete Claus Möller als Dezernent bei der Landeshauptstadt Kiel, zuständig für die Personal-, Ordnungs-, Stadtreinigungs- und Fuhrämter und ab 1986 zusätzlich verantwortlich für Umweltschutz.
Am 31. Mai 1988 wurde er von Ministerpräsident Björn Engholm (SPD) zum Staatssekretär des Ministeriums für Soziales, Gesundheit und Energie (am 5. Mai 1992 umbenannt in Ministerium für Arbeit und Soziales, Jugend, Gesundheit und Energie) des Landes Schleswig-Holstein ernannt. Nach dem Rücktritt des Ministers Günther Jansen avancierte Möller am 24. März 1993 zum neuen Sozialminister, bevor er schließlich wenige Wochen später von der neu gewählten Regierungschefin Heide Simonis (SPD) am 19. Mai 1993 zum Minister für Finanzen und Energie ernannt wurde. Aus diesem Amt schied er am 28. Februar 2003 aus. Vom 19. Mai 1993 bis zum 22. Mai 1996 fungierte Möller außerdem als Stellvertreter der Ministerpräsidentin. 2002 war Claus Möller in die sogenannte „Lohmann-Affäre“ um die Missachtung von Vergaberichtlinien verstrickt, die ihm aber politisch nicht direkt schadete.
Vor Möllers Ausscheiden als Finanzminister war zunächst geplant, dass er das Projekt „Fusion der Landesbank“ – die Vereinigung der Hamburgischen Landesbank mit der Landesbank Schleswig-Holstein zur neuen HSH Nordbank AG – als bei der Ministerpräsidentin angesiedelter „Minister ohne Geschäftsbereich“ zu Ende führt. Mit diesem Inhalt wurde eine offizielle Bekanntmachung der Staatskanzlei des Landes Schleswig-Holstein herausgegeben. Diese geplante Anschlussverwendung Möllers wurde jedoch nicht in die Tat umgesetzt.
In seiner Eigenschaft als Mitglied der Landesregierung von Schleswig-Holstein gehörte Claus Möller auch dem Bundesrat an, ab dem 24. März 1993 zunächst als stellvertretendes und vom 19. Mai 1993 bis zum 28. Februar 2003 als ordentliches Mitglied. Auf Vorschlag der SPD-Fraktion im Schleswig-Holsteinischen Landtag nahm Möller 2004 und 2009 als Mitglied der Bundesversammlung an der Wahl des Bundespräsidenten der Bundesrepublik Deutschland teil.

## Ehrungen
Am 18. Januar 2013 wurde Claus Möller mit der Willy-Brandt-Medaille ausgezeichnet. In der Laudatio wurden seine „Verdienste um die Wahrung von Demokratie und sozialer Gerechtigkeit“ gewürdigt.